# Палитана
Палита́на (гудж. પાલીતાણા) — город в округе Бхавнагар индийского штата Гуджарат, расположенный в 50 км к юго-западу от административного центра округа, города Бхавнагар. Является важнейшим местом паломничества для джайнов школы шветамбара. Население 64 497 человек (2011). 14 августа 2014 года, после длительной голодной демонстрации джайнских монахов, следующих философии ахимсы, правительством Гуджарата Палитана была объявлена свободной от мяса зоной, в пределах границ которой полностью запрещена продажа и распространение мяса и рыбы, а также забой животных, став тем самым первым официально вегетарианским городом мира.

## История
О ранней истории города известно мало. С древних времен расположенный в этих местах холм Шатрунджая является одним из священных мест джайнизма. По легенде, в глубокой древности Адинатха, первый тиртханкара, совершал аскезы в этих местах.
В 1194 году здесь было основано независимое княжество с одноименным названием, ставшее одним из крупнейших государств региона Саураштра.

## Демография
Согласно переписи населения 2011 года, население Палитаны составляло примерно 64 497 человек. Из них мужчины составляли 52% населения, женщины - 48%. Доля грамотного населения - 67%, что ниже национального уровня в 74%. Среди мужского населения уровень грамотности достигает 73%, среди женщин - 62%. 15% населения Палитаны составляют дети до 6 лет.
По некоторым подсчетам, в 2014, 20-25% населения составляли мусульмане.

## Религиозное значение
Согласно джайнскому тексту Шатрунджая-махатмья, Ришабха произнес свою первую проповедь на вершине холма Шатрунджая. В этих же местах его внук Пундарика достиг нирваны. Считается, что Шатрунджаю в разное время посетили 23 из 24 тиртханкар, за исключением Неминатхи. Холм является священным для последователей джайнской школы Шветамбара. Считается, что каждый джайн должен хотя бы раз в жизни посетить Палитану для достижения нирваны.
На холмах Палитаны расположено около 900 больших и малых храмов, которые можно условно поделить на две группы, в зависимости от времени их сооружения. Первую группу составляют храмы, построенные в промежутке с 11 по 12 век. Эти храмы сильно пострадали в ходе мусульманских набегов. Вторую группу составляют храмы 16 века. Большая часть сохранившихся храмов, включая главный храм Адишвары, относится ко второй группе. Все храмы выдержаны в стиле шекхари, наиболее распространенном стиле храмовой архитектуры Западной Индии, являющемся разновидностью стиля нагара.
Большая часть храмов относится лишь к одной школе джайнизма, Шветамбаре. Вторая крупная школа джайнизма, Дигамбара, представлена одним храмом. Помимо тиртханкар, множество храмов посвящено богам, из которых Амбика, форма богини Дурги, считается покровительницей Шатрунджаи. Одно святилище посвящено мусульманину, защищавшему в 14 веке храмы от мусульманских вторженцев.
Важнейшими храмами являются храмы Адинатхи, Кумарапалы, Сампратираджи, Вималшаха, Сахасракуты, Аштапады и Чаумукхи. Многие из храмов названы в честь богатых покровителей, на чьи средства они были построены.